# Foderlosta
Foderlosta, Bromus inermis, är ett gräs. 